# 로즈메리 드캠프

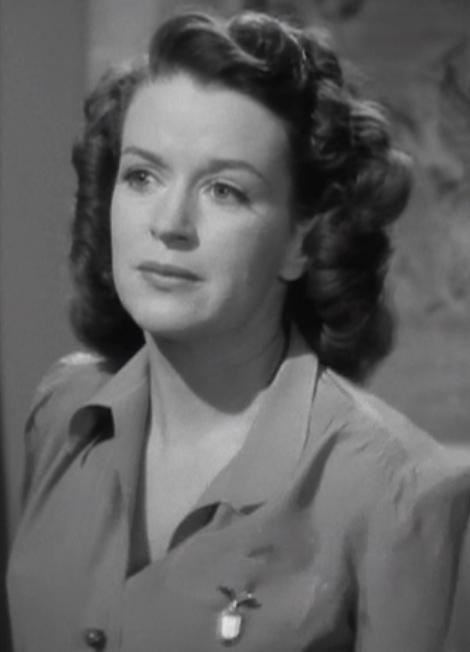

로즈메리 드캠프(Rosemary DeCamp, 1910년 11월 14일 ~ 2001년 2월 20일)는 미국의 배우, 텔레비전 배우, 영화배우이다.
프레스콧에서 태어났으며 뉴포트비치에서 사망하였다. 사인은 폐렴이다.

## 영화
- 14일의 토요일 (1981년)
- 우리 생애 나날들 (1965년)
- 13 고스트 (1960년)
- 소 디스 이즈 러브 (1953년)
- 바이 더 라이트 오브 더 실버리 문 (1953년)
- 온 문라이트 베이 (1951년)
- 씨비스킷 이야기 (1949년)
- 룩 포 더 실버 리닝 (1949년)
- 밤에서 밤으로 (1949년)
- 스튜디오 원 (1948년)
- 투 가이스 프럼 밀워키 (1946년)
- 랩소디 인 블루 (1945년)
- 블러드 온 더 선 (1945년)
- 해병의 자부심 (1945년)
- 디스 이즈 더 아미 (1943년)
- 코만도 스트라이크 앳 던 (1942년)
- 홀드 백 더 돈 (1941년)